# Pedois humerana
Espèce
Synonymes
- Conchylis humerana Walker, 1863

Pedois humerana est une espèce de lépidoptères (papillons) de la famille des Depressariidae.
On la trouve dans le Sud-Est de l'Australie.